# Axel Nygren (botaniker)
Axel Nygren, född 25 maj 1912 i Stockholm, död 10 maj 1987 i Helsingborg, var en svensk botaniker och ärftlighetsforskare. Han var brorson till Ernst Nygren.
Axel Nygren var son till tandläkaren Axel Olof Nygren och växte upp i Sunne. Efter studentexamen vid Karlstads högre allmänna läroverk 1932 blev han student vid Uppsala universitet och filosofie magister där 1937. Därefter arbetade Nygren 1938 som vikarierande lektor vid Gävle högre allmänna läroverk och som extra lärare 1938-1942 och extra ämneslärare 1942-1947 vid Svalövs kommunala mellanskola. Han blev 1944 filosofie licentiat vid Lunds universitet, 1946 filosofie doktor efter att ha disputerad med avhandlingen The genesis of some Scandinavian species of Calamagrostis och 1947 docent i botanik vid Lunds universitet. Nygren 1949 ordinarie laborator vid institutionen för systematisk botanik och ärftlighetslära vid lantbrukshögskolan och flyttade till Uppsala. Han var 1953-1955 kursledare och examinator i genetik vid Uppsala universitet, examinator i genetik från vid lantbrukshögskolan och Uppsala universitet, var 1957-1960 expert i jordbrukshögskoleutredningen och var 1958-1978 tillförordnad professor i botanik och ärftlighetslära (från 1962 genetik) vid lantbrukshögskolan. Nygren 1964 prefekt för Uppsala universitet och lantbrukshögskolans gemensamma genetikinstitution och erhöll samtidigt professors namn.
Axel Nygren var 1954 en av de stiftande ledamöterna av Kungliga Vetenskapssamhället i Uppsala och blev 1961 ledamot av Kungliga Fysiografiska Sällskapet i Lund. Han var även hedersledamot av Värmlands nation i Uppsala.